# Petr Alexandrovič Oldenburský
Petr Alexandrovič Oldenburský (21. listopadu 1868, Petrohrad – 11. března 1924, Antibes) byl první manžel velkokněžny Olgy Alexandrovny, nejmladší sestry posledního ruského cara Mikoláše II.

## Život

### Původ
Petr Alexandrovič se narodil v Petrohradu v Oldenburském paláci (později Petrohradská státní univerzita kultury a umění) jako jediné dítě vévody Alexandra Petroviče Oldenburského a jeho manželky Evženie Maxmilianovny z Leuchtenbergu. Petrova matka byla vnučkou ruského cara Mikuláše I. přes jeho dceru, velkokněžnu Marii. Petrův otec byl pravnukem cara Pavla I., a to přes svou babičku, velkokněžnu Kateřinu. Mezi svými blízkými byl znám jako "Péťa".

### Manželství
V roce 1900 začal doprovázet osmnáctiletou velkokněžnu Olgu Alexandrovnu, dceru zesnulého cara Alexandra III. a nejmladší sestru tehdy vládnoucího cara Mikuláše II., do divadla a opery. Jeho žádost o ruku následujícího roku byla pro Olgu překvapením, které později vysvětlila: "Byla jsem tak zaskočená, že jsem mohla říci jen "děkuji"". Předpokládala, že byl Oldenburg do žádosti dotlačen svou ambiciózní matkou. Olga možná přijala jeho návrh, aby získala nezávislost na své matce nebo aby se vyhnula sňatku k cizímu dvoru. Manželství bylo oznámeno v květnu 1901 a pro mnohé bylo nečekané, protože Oldenburg o ženy dříve neprojevoval zájem. Carevna vdova Marie Fjodorovna napsala svému synovi, ruskému carovi Mikulášovi II.: "Jsem si jistá, že neuvěříte, co se stalo. Olga je zasnoubená s Péťou a jsou oba velmi šťastní. Musela jsem souhlasit, ale všechno se událo tak rychle a nečekaně, že tomu stále nemohu uvěřit". Car Mikuláš matce odpověděl: "Nemohu uvěřit, že je Olga skutečně zasnoubená s Péťou. Pravděpodobně byli včera oba opilí...Při čtení vaší poznámky jsme se oba tolik zasmáli, že jsme se ještě nezotavili." Předmanželská smlouva vypracovaná carem, rodinou Oldenburgů a vládními ministry slibovala Olze roční rentu 100 000 rublů od cara a jeden milion rublů uložených do fondu, ze kterého mohla čerpat úroky.
9. srpna 1901 se v Petrohradu uskutečnil velkolepý obřad, který navštívila rodina, vládní ministři, zahraniční vyslanci a dvořané. Líbánky novomanželé strávili v paláci Ramon, venkovském sídle oldenburské rodiny u Voroněže, ale atmosféru zhoršila hádka mezi Petrem a jeho otcem kvůli hazardu. Petr byl notorický a dobře známý hazardní hráč. Peníze, které si vyprosil u manželky, se často ztratily u herního stolu. Na podzim 1901 odcestovali manželé do Biarritz, kde oheň v jejich hotelu zničil mnoho Petrových uniforem a medailí. Olžin strýc, britský král Eduard VII, jim pak půjčil jachtu, kterou odjeli do Sorrenta. Po návratu do Ruska se nastěhovali do luxusního dvou set pokojového domu v ulici Sergievskaja 46 v Petrohradu, který jim zpřístupnil car.
Jejich manželství nebylo konzumováno a přátelé i rodina věřili, že byl Petr homosexuál. Dva roky po svatbě se Olga setkala s jezdeckým důstojníkem jejího věku, Nikolajem Kulikovskym, členem rusko-moldavské šlechtické rodiny. Postavila se Petrovi a požádala ho o rozvod, který on odmítl. Petr Oldenburský však Kulikovského jmenoval svým pobočníkem a dovolil mu žít ve stejné residenci jako rodina Oldenburských a velkokněžna.

### Zrušení manželství
Uprostřed první světové války, po dvou letech odděleného života, bylo Petrovo manželství s Olgou 16. října 1916 zrušeno. O měsíc později se Olga provdala za Nikolaje Kulikovského. Po ruské revoluci se Petrovi a jeho matce podařilo uprchnout z Ruska a usadit se ve Francii.
Jeden jeho známý, senátor A. A. Polovtsev, řekl, že Oldenburg "působí jako nemocný člověk". Byl považován za hypochondra, měl štíhlou, křehkou postavu a upřednostňoval halové aktivity před sportem a zábavou venku.

### Úmrtí
Petr Alexandrovič Oldenburský zemřel 11. března 1924 ve věku 55 let ve francouzském městě Antibes a byl pohřben v kryptě ruského ortodoxního kostela v chrámu archanděla Michaela v Cannes.

## Vývod z předků
|                               |                                       |  |                          |                                              |  |  |  |  |  |  |  | Petr I. Oldenburský |
|                               |                                       |  |                          |                                              |  |  |  |  |  |  |  |                     |
|                               | Jiří Oldenburský                      |  |                          |                                              |  |  |  |  |  |  |  |                     |
|                               |                                       |  |                          |                                              |  |  |  |  |  |  |  |                     |
|                               |                                       |  |                          | Bedřiška Alžběta Württemberská               |  |  |  |  |  |  |  |                     |
|                               |                                       |  |                          |                                              |  |  |  |  |  |  |  |                     |
|                               | Petr Oldenburský                      |  |                          |                                              |  |  |  |  |  |  |  |                     |
|                               |                                       |  |                          |                                              |  |  |  |  |  |  |  |                     |
|                               |                                       |  |                          | Pavel I. Ruský                               |  |  |  |  |  |  |  |                     |
|                               |                                       |  |                          |                                              |  |  |  |  |  |  |  |                     |
|                               | Kateřina Pavlovna Ruská               |  |                          |                                              |  |  |  |  |  |  |  |                     |
|                               |                                       |  |                          |                                              |  |  |  |  |  |  |  |                     |
|                               |                                       |  |                          | Žofie Dorota Württemberská                   |  |  |  |  |  |  |  |                     |
|                               |                                       |  |                          |                                              |  |  |  |  |  |  |  |                     |
|                               | Alexandr Oldenburský                  |  |                          |                                              |  |  |  |  |  |  |  |                     |
|                               |                                       |  |                          |                                              |  |  |  |  |  |  |  |                     |
|                               |                                       |  |                          | Fridrich Vilém Nasavsko-Weilburský           |  |  |  |  |  |  |  |                     |
|                               |                                       |  |                          |                                              |  |  |  |  |  |  |  |                     |
|                               | Vilém Nasavský                        |  |                          |                                              |  |  |  |  |  |  |  |                     |
|                               |                                       |  |                          |                                              |  |  |  |  |  |  |  |                     |
|                               |                                       |  |                          | Luisa Isabela z Kirchbergu                   |  |  |  |  |  |  |  |                     |
|                               |                                       |  |                          |                                              |  |  |  |  |  |  |  |                     |
|                               | Tereza Nasavsko-Weilburská            |  |                          |                                              |  |  |  |  |  |  |  |                     |
|                               |                                       |  |                          |                                              |  |  |  |  |  |  |  |                     |
|                               |                                       |  |                          | Fridrich Sasko-Altenburský                   |  |  |  |  |  |  |  |                     |
|                               |                                       |  |                          |                                              |  |  |  |  |  |  |  |                     |
|                               | Luisa Sasko-Hildburghausenská         |  |                          |                                              |  |  |  |  |  |  |  |                     |
|                               |                                       |  |                          |                                              |  |  |  |  |  |  |  |                     |
|                               |                                       |  |                          | Šarlota Georgina Meklenbursko-Střelická      |  |  |  |  |  |  |  |                     |
|                               |                                       |  |                          |                                              |  |  |  |  |  |  |  |                     |
| Petr Alexandrovič Oldenburský |                                       |  |                          |                                              |  |  |  |  |  |  |  |                     |
|                               |                                       |  |                          |                                              |  |  |  |  |  |  |  |                     |
|                               |                                       |  | Alexandre de Beauharnais |                                              |  |  |  |  |  |  |  |                     |
|                               |                                       |  |                          |                                              |  |  |  |  |  |  |  |                     |
|                               | Evžen de Beauharnais                  |  |                          |                                              |  |  |  |  |  |  |  |                     |
|                               |                                       |  |                          |                                              |  |  |  |  |  |  |  |                     |
|                               |                                       |  |                          | Joséphine de Beauharnais                     |  |  |  |  |  |  |  |                     |
|                               |                                       |  |                          |                                              |  |  |  |  |  |  |  |                     |
|                               | Maximilian de Beauharnais             |  |                          |                                              |  |  |  |  |  |  |  |                     |
|                               |                                       |  |                          |                                              |  |  |  |  |  |  |  |                     |
|                               |                                       |  |                          | Maxmilián I. Josef Bavorský                  |  |  |  |  |  |  |  |                     |
|                               |                                       |  |                          |                                              |  |  |  |  |  |  |  |                     |
|                               | Augusta Bavorská                      |  |                          |                                              |  |  |  |  |  |  |  |                     |
|                               |                                       |  |                          |                                              |  |  |  |  |  |  |  |                     |
|                               |                                       |  |                          | Augusta Vilemína Marie Hesensko-Darmstadtská |  |  |  |  |  |  |  |                     |
|                               |                                       |  |                          |                                              |  |  |  |  |  |  |  |                     |
|                               | Evženie Maxmilianovna z Leuchtenbergu |  |                          |                                              |  |  |  |  |  |  |  |                     |
|                               |                                       |  |                          |                                              |  |  |  |  |  |  |  |                     |
|                               |                                       |  |                          | Pavel I. Ruský                               |  |  |  |  |  |  |  |                     |
|                               |                                       |  |                          |                                              |  |  |  |  |  |  |  |                     |
|                               | Mikuláš I. Pavlovič                   |  |                          |                                              |  |  |  |  |  |  |  |                     |
|                               |                                       |  |                          |                                              |  |  |  |  |  |  |  |                     |
|                               |                                       |  |                          | Žofie Dorota Württemberská                   |  |  |  |  |  |  |  |                     |
|                               |                                       |  |                          |                                              |  |  |  |  |  |  |  |                     |
|                               | Marie Nikolajevna Ruská               |  |                          |                                              |  |  |  |  |  |  |  |                     |
|                               |                                       |  |                          |                                              |  |  |  |  |  |  |  |                     |
|                               |                                       |  |                          | Fridrich Vilém III.                          |  |  |  |  |  |  |  |                     |
|                               |                                       |  |                          |                                              |  |  |  |  |  |  |  |                     |
|                               | Šarlota Pruská                        |  |                          |                                              |  |  |  |  |  |  |  |                     |
|                               |                                       |  |                          |                                              |  |  |  |  |  |  |  |                     |
|                               |                                       |  |                          | Luisa Meklenbursko-Střelická                 |  |  |  |  |  |  |  |                     |
|                               |                                       |  |                          |                                              |  |  |  |  |  |  |  |                     |